# Epopella plicatus
Epopella plicatus is een zeepokkensoort uit de familie van de Austrobalanidae. De wetenschappelijke naam van de soort is voor het eerst geldig gepubliceerd in 1843 door Gray.